# Long Valley (dal i Hongkong)
Long Valley (kinesiska: 塱原) är en dal i Hongkong (Kina). Den ligger i den norra delen av Hongkong.